# Epipactis troodi
Epipactis troodi là một loài thực vật có hoa trong họ Lan. Loài này được H.Lindb. mô tả khoa học đầu tiên năm 1942.